# День единения Украины
День единения Украины (укр. День єднання України) — государственный праздник Украины, введённый указом президента Владимира Зеленского на фоне сообщений о возможном вторжении на территорию страны российских военных. Официальная дата празднования — 16 февраля.

## История
Зимой 2022 года, Россия стянула войска и военную технику к украинской границе, после чего мировые СМИ заявили о возможности военного вторжения РФ в Украину. Среди возможных дат начала войны британское издательство The Sun назвало 16 февраля.

Президент Украины Владимир Зеленский призвал украинцев не паниковать и объявил эту дату Днём единения Украины. Глава государства зарегистрировал указ о создании праздника. В своём видеообращении заявил:
Нас пугают великой войной и в очередной раз назначают дату военного вторжения. Это уже не первый раз. Но наше государство сегодня сильно, как никогда…. Нам говорят, что 16 февраля станет днём нападения. Мы сделаем его Днём единения. Соответствующий указ уже подписан. В этот день мы вывесим национальные флаги, наденем сине-желтые ленты и покажем всему миру наше единство.

## Празднование
По приказу Президента Украины Владимира Зеленского, 16 февраля в 10:00 на всех площадях, в некоторых учреждениях (школы, лицеи, университеты) должен заиграть гимн Украины.

## Отличие от Дня Соборности
В отличие от Дня единения, который был объявлен с целью объединиться перед лицом возможной угрозы вторжения России, День соборности Украины посвящён большому историческому событию — провозглашению Акта Воссоединения УНР и ЗУНР в 1918 году.
Эта одна из важнейших дат для украинского государства, которую официально празднуют с 1999 года. В январе 2022 года Украина отметила 103-ю годовщину воссоединения своих западных и поднепровских земель.